# Hemlandskrigets museum i Karlovac-Turanj
Hemlandskrigets museum i Karlovac-Turanj (kroatiska: Muzej Domovinskog rata Karlovac - Turanj) är ett militärhistoriskt museum i Karlovac i Kroatien. Det etablerades år 2019 och drivs av Karlovacs stadsmuseum. Krigsmuseet är inrymt i en gammal österrikisk militärbarack i stadsdelen Turanj, drygt 4 kilometer söder om Karlovacs historiska stadskärna.

## Utställningar
Med hjälp av museets utställningar berättas historien om Karlovac och dess roll under det kroatiska självständighetskriget (1991–1995) som i Kroatien kallas "Hemlandskriget". I utställningarna finns bland annat uttjänta militärfordon och militaria.
I museibyggnaden finns den tematiska utställningen Karlovac 1991–1995 som skildrar livet i Karlovac och försvaret av staden under det kroatiska självständighetskriget. Upphovskvinnan bakom utställningen är Ružica Stjepanović medan den konceptuella utformningen är ett verk av Nikolina Jelavić Mitrović. Utställningen är indelad i och presenteras genom sex teman. Den består bland annat av mer än 350 originalartefakter och över tre timmars multimedialt material, däribland videopresentationer, animationer och filmer som besökarna kan upptäcka och utforska på egen hand. Museets pedagogiska utbildningshörna riktar sig främst till yngre besökare som genom gåtor, pussel och frågesporter kan lära sig mer om självständighetskriget.

## Museibyggnaden
Museibyggnaden, under självständighetskriget kallat "Hotel California" av de kroatiska försvararna, är en gammal österrikisk militärbarack. Den har renoverats och anpassats för museets behov enligt ritningar av arkitekterna Vlasta Lendler Adamec och Tatjana Basar från den lokala arkitektbyrån Projektni biro 2A. I museets utformning tog arkitekterna hänsyn till genius loci, det vill säga kraven för samtida museologi och principerna för modern arkitektur. Det moderna glashöljet understryker vikten av den gamla byggnaden som utgör kärnan i den nya strukturen. 
Museibyggnaden har två våningsplan. På bottenplan finns ett minnesrum för de som förlorade livet i försvaret av staden under det kroatiska självständighetskriget. Därtill finns ett kafé och souvenirbutik. På andra våningsplan finns den tematiska utställningen Karlovac 1991–1995 och på tredje våningsplan en multifunktionssal, bibliotek med läsrum och kontor.
Vid den nya museibyggnadens invigning den 5 juli 2019 deltog bland annat Kroatiens dåvarande president Kolinda Grabar-Kitarović.